# Colin Moynihan
Colin Moynihan, né le 13 septembre 1955 à Ashtead, est un rameur britannique devenu ensuite un homme politique pour le Parti conservateur. Il a été ministre des sports (en) de 1987 à 1990 dans le troisième gouvernement de Margaret Thatcher et président de l'Association olympique britannique de 2005 à 2012.

## Biographie

### Palmarès

#### Aviron aux Jeux olympiques
- 1980 à Moscou,  Union soviétique
  -  Médaille d'argent en huit[5]

#### Championnats du monde d'aviron
- 1978 à Copenhague,  Danemark
  -  Médaille d'or en huit poids légers[6]
- 1981 à Munich,  Allemagne
  -  Médaille d'argent en huit[7]